# Венцель, Вера
Вера Венцель (венг. Vera Venczel; 10 марта 1946, Будапешт, Венгрия — 22 октября 2021, там же) —  венгерская актриса театра и кино, художница, лауреат премии Мари Ясаи и премии «Золотая Нимфа».

## Биография
Вера Венцель с детства готовилась к актёрской карьере. Она вспоминала: «Мой отец тоже очень хотел стать актёром; даже в позднем возрасте он любил декламировать стихи и, вероятно, заметил, что в детстве я тоже любила их». Ещё будучи в школе Венцель записалась в кружок самодеятельности, которым руководила Агнеш Хеллер.
Впервые она появилась на киноэкранах в 1963 году, когда она сыграла старшеклассницу в своих первых двух фильмах: «Карамболь» Феликса Мариашши и «Лодка поворачивает назад» Кароя Эстергальоса.
В Академии театра и кино её преподавателем стал Геза Партош. Партош был режиссёром театра «Мадац» и хотел видеть своих учеников в своём театре. Однако режиссёр Золтан Варконьи, вероятно, уже заметивший Веру Венцель, будучи в приёмной комиссии акаденмии, дал ей роль в Театре комедии в конце второго курса. Сначала это была второстепенная роль служанки в комедии «A néma levente» (1966), но, поскольку она хорошо проявила себя в этой роли, Венцель получила главную роль в спектакле «Weingarten: A nyár» (1967), которая принесла ей первый успех.
Критики считали её чрезвычайно многообещающим талантом. Критик Петер Галь Мольнар писал о Венцель, что «её красота, несомненно, оттенялась талантом», но он предсказывал тогда, что у неё не будет достаточно возможностей проявить себя на поздних этапах своей карьеры..
Играя в Театре комедии и снимаясь в кино она получила неоценимый опыт. Она вспонинала позже: «Мне удалось поработать практически со всеми значительными венгерскими режиссёрами того времени, от Макка до Фабри, от Варконьи до Мартона Келети, мне довелось играть с такими колоссальными артистами, как Маньи Кишш, Шандор Печи, Латинович». На третьем и четвёртом курсах она уже регулярно выступала в Театре комедии, снималась в кино и получала одну за другой роли на телевидении.
Кино принесло ей национальную известность благодаря таким фильмам, как «Судьба Золтана Карпати» (1966), «Три ночи любви» (1967), «Этюд о женщинах» (1967), «Звёзды Эгера» (1968) и «Просто телефон» (1970) — комедии, критикующей меценатство и предлагающей социальную критику. В последнем фильме Венцель также стала исполнительницей песен.
Когда в 1968 году она закончила Академию театра и кино в Будапеште благодаря её выступлениям в театре и кино Варконьи сразу же взял Венцель в свой Театр комедии. В театре режиссёры сначала давали ей ряд небольших ролей. В пьесе Эдёна фон Хорвата «Сказки Венского леса» она сыграла Марианну, которая из доброй и послушной девочки превращается в стриптизёршу. После её роли в пьесе Чехова «Дядя Ваня» известный критик Тамаш Колтай отмечал: «Вера Венцель, хотя и не совсем Соня, но её природное обаяние и свежесть смягчают драматизм, который и без того определяет вечно безнадёжную судьбу этого уродливого создания, прекрасно решает свою задачу».
В пьесе Тершанского «До свидания, дорогая!» она с суровостью и находчивостью сыграла тонкую, сложную роль Нелы, затерявшейся в аду Первой мировой войны. В трагедии Гарсии Лорки «Дом Бернарды Альбы» она исполнила роль Аделы, восставшей против старых традиций. По словам критиков, она «пылала на сцене внутренней страстью, намного превосходящей её физические возможности», а её искренность и чистота образа помогали ей справляться даже с самыми сложными драматическими сценами.
В 1974 году она сыграла одну из своих лучших сценических ролей — Анну в драме Максима Горького «Варвары». Здесь она воплотила образ скучающей, измученной жены. В 1975 году, она получила первую в своей карьере государственную награду — премию имени Ясаи Мари, присуждаемую молодым, выдающимся актёрам.
В 1970—1980 годах Венцель участвовала в 36 телевизионных постановках, в основном в главных ролях. За исполнение главной женской роли, Жужики Хитвеш, в телевизионном фильме по роману Жигмонда Морица «Мотылёк» она получила премию «Золотая нимфа» в Монте-Карло. Сам Витторио де Сика высоко оценил её игру.
Самой популярной её ролью стала Розалия Отрокоци в сериале «Чёрный город». Она сыграла главную роль в телеадаптации романа Гезы Гардони «Рассказ Иды» вместе с Шандором Остером. В роли Джульетты в пьесе Кароя Папа «Святая сцена» она завоевала безраздельное признание таких известных коллег, как Миклош Габор и Эва Васс, своим знаменитым ядовитым монологом. В радиопостановке 1977 года она также сыграла роль принцессы Амальфи, а также Эвилу в «Чёрных бриллиантах» и Лигию в «Камо грядеши». В радиоадаптации романа Бальзака «Утраченные иллюзии» она сыграла Корали под руководством режиссёра Ласло Бозо, а в «Преступление и наказание» Достоевского под руководством режиссёра Миклоша Череша — Соню.
В 1984 году она смогла раскрыться с новой стороны в роли всё ещё очаровательной, но несколько увядающей, болезненной и слабой принцессы Леоноры в драме Гёте «Торквато Тассо».
Позже ролей в её театре стало меньше и Венцель играла также в других театров в качестве приглашённой актрисы. Это позволило ей сыграть в нескольких пьесах, которые не ставились в Театре комедии, таких как Гарсиа Лорка: «Чудесный Варган», Саркади: «Симеон Колонный», Мараи: «Приключение», Кайл: «Сокрушение», Клодель: «Благовещение» и «Страсти по Будаэршу» — театральные постановки, обогатившие его актёрский репертуар и творческую карьеру. До конца жизни она оставалась в труппе Театра комедии. Она участвовала в таких постановках как Петер Эстерхази: «Прощальная симфония» (1996), Брехт: «Кавказский меловой круг» (2003), Метерлинк: «Синяя птица», Майенбург: «Харманн» (2006). Он смог продемонстрировать свою игривость и комическую жилку вечер за вечером в «Сестёрах» и «Монокле».
Кинематограф заново открыл его после нескольких лет перерыва и она вновь появилась в венгерском кино, хотя лишь в эпизодических ролях: Иштван Сабо: «Родственники», Петер Бачо: «Но кто такие сёстры Люмницеры?». В конце своей театральной карьеры Венцель появилась на сцене в монодраме по мотивам мистического романа Марии Шепеш «Красный лев».
В декабре 2015 года во время спектакля с ней произошёл несчастный случай, и она получила перелом шейки бедра. Её восстановление заняло 9 месяцев. В последний раз она появилась на сцене 2 марта 2018 года. Позже болезнь мужа помешала ей вернуться на сцену. В последние годы жизни она страдала от тяжёлого заболевания лёгких легионеллёза.
Вера Венцель скончалась 22 октября 2021 года в своём доме в районе Будапешта Пештидегкуте.